# Effeminatezza

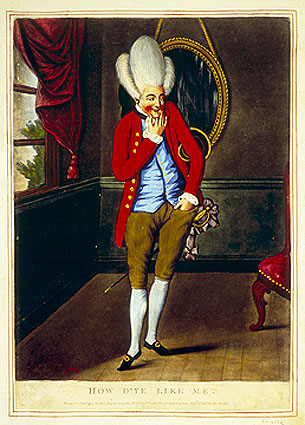
Stampa del XVIII secolo raffigurante lo stereotipo di un macaroni

Il termine effeminatezza viene usato per descrivere quei tratti caratteriali di un maschio a cui viene associata una natura maggiormente femminile rispetto a quella sua maschile d'appartenenza; ciò a causa di comportamenti, modi di fare, stile e ruolo di genere assunti. Applicato ad un portamento e/o aspetto più aggraziato e, per l'appunto, femmineo rispetto a quanto possa attendersi, data la cultura, da un uomo: utilizzato generalmente in modo critico o per mettere in ridicolo la persona indicata come effeminata.
Nel corso della tradizione occidentale l'effeminatezza è stata spesso considerata alla stregua d'un vero e proprio vizio, indicativa di personaggi dai tratti innati negativi, spesso con un intento peggiorativo nei riguardi delle "tendenze omosessuali" da parte di chi manifestava modi effeminati.
In altre società i maschi dai tratti più femminili potevano essere considerati come un genere umano distinto, un vero e proprio terzo sesso; poteva inoltre avere una funzione sociale considerata speciale, quasi sciamanica; come nel caso della tradizione dei due spiriti questo per alcune delle tribù di nativi americani che abitavano il Nordamerica prima dell'arrivo degli europei.
Nella cultura contemporanea un maschio effeminato può esser paragonato ad un bellimbusto vanesio o a un damerino, simile alla figura del dandy ottocentesca.

## Intolleranza e/o accettazione sociale
Nella maggior parte delle culture l'effeminatezza è tradizionalmente considerata, quando non addirittura un "vizio morale", almeno segno di debolezza, indicativo di tratti negativi innati del carattere, spesso insinuando tendenze alla passività sessuale nei rapporti con altri uomini.
La definizione di ciò che costituisce un comportamento effeminato varia notevolmente a seconda del contesto sociale e culturale, nonché del periodo temporale preso in considerazione. Mentre alcuni comportamenti effeminati evocano in alcune persone impressioni stereotipate di omosessualità, in altre possono far pensare più semplicemente ad un istinto poco virile, carente di mascolinità, senza per questo mettere in discussione l'orientamento sessuale della persona considerata.
Esempi di comportamenti non conformi con la mascolinità tradizionale possono includere un interesse alquanto spiccato per la moda femminile (o interesse molto esagerato per la moda maschile) ; l'uso di gesti marcati, espressioni ed effusioni emotive rivolte ad altri maschi; il travestitismo o l'uso di cosmetici ; l'adozione di manierismi da vamp o regina, preferenza per compagnie femminili piuttosto che maschili, eccessiva raffinatezza, compassione, gentilezza, sensibilità, dolcezza e delicatezza. Questi esempi  son cambiati nel tempo e variano anche a seconda di diversi fattori contestuali: durante l'illuminismo ad esempio la moda maschile prescriveva l'uso di calzettoni elaborati fino al ginocchio, abiti lunghi e parrucche.

## Storia

### Etimologia
La parola effeminatezza deriva da ex-fuori e femina-donna, significa pertanto "essere come una donna"; il termine latino originario è mollities-morbidezza/mollezza (un 'peccato' rispetto a vir-virilità). Nell'antica koinè greca la parola indicante l'effeminato è Kinaidos, nella sua forma latinizzata cinaedus, o malakoi: un uomo "la cui caratteristica saliente è una presunta femminilità interiore, tanto da fargli desiderar con ardore e più d'ogni altra cosa di essere penetrato sessualmente da altri uomini" (Winkler, 1990).
Un cinedo è un maschio che abitualmente si veste con indumenti muliebri (da donna) e che gioca ad essere corteggiato come una ragazza; il termine poteva anche esser usato per indicare gli eunuchi, il catamite nonché amanti omosessuali dei re persiani e quei ragazzi appena adolescenti che vendono per denaro le proprie grazie, questo nell'antica Grecia e durante l'Impero romano. In origine il kinaidos greco sembra essere stato il ballerino effeminato che intratteneva il pubblico al suono di timpani e tamburelli e che adottava per l'occasione uno stile vagamente lascivo, dimenando il sedere in modo da suggerire un rapporto anale (Williams, 1999). Ma questa interpretazione del Williams, pur se divertente, non è precisa, perché il lessicografo bizantino Suida (sec. X) è molto chiaro a questo proposito; il nome cinedo deriva sì dal verbo greco ϰῐνέω (‘agito, scuoto’), ma ciò che gli antichi cinedi scuotevano per adescare nuovi avventori o per procurarsi nuovi protettori non erano i glutei bensì τὰ αἰδοῖα ('le parti pudenda, cioè quelle genitali'), come egli chiaramente scrive sia in greco sia nella traduzione in latino: 
L’impudicizia (che viene) dallo scuotere i genitali {Κίναιδα, ϰαὶ ϰιναιδία. ἠ ἀναιοχμυτία. Έπὸ του ϰινεῖν τὰ αἰδοῖα […] Cinaedorum impudicitia, sic dicta a motandis pudendis}. 

### Antica Grecia e Impero romano
Lo storico greco Plutarco racconta che il tiranno di Ambracia Periandro così si rivolse un giorno al proprio amante effeminato chiedendogli: "Non sei ancora incinta?" Questo in presenza di altre persone; ciò procurò una tal umiliazione nel ragazzo (l'esser cioè paragonato ad una femmina) da indurlo al suicidio (Amatorius 768F).
Eschine e Timarco nel loro reciproco scontro politico (nell'orazione Contro Timarco), in difesa e contro l'operato di Demostene, non si risparmiano l'accusa di essere pornoi-volgare puttana e balatos-fondoschiena/culo in quanto kinaidiā "dal temperamento poco virile e donnesco che indossa cappottini delicati e piccole camicette morbide" (Dover, 1989). Demostene era anche implicato, sempre secondo le accuse mossegli contro da Eschine, in faccende di omosessualità passiva e prostituzione giovanile (Aiskhines III 162): "c'è un certo Aristion, che da giovane era incredibilmente bello e che ha convissuto per lungo tempo sotto lo stesso tetto di Demostene... sarebbe sconveniente per me parlarne oltre" (Dover, 1989).
Il testo Eroti-Gli Amori (forme del desiderio, affari di cuore), conservatosi assieme ai manoscritti di Luciano di Samosata e risalente a circa il IV sec a.C., contiene un dibattito acceso tra due uomini sui meriti relativi di donne e ragazzi in quanto veicoli di piacere sessuale maschile: il primo, Callicradites, è ben lungi dall'essere effeminato per la sua predilezione nei confronti dei ragazzi anzi, la sua preferenza lo rende iper-virile; il suo desiderio pederastico lo rende più di un uomo, non indebolisce né sovverte la propria identità di genere maschile ma piuttosto la consolida. L'altro invece, Caricle, che ha una spiccata preferenza erotica nei confronti delle donne, per piacere di più a queste, deve sempre abbigliarsi alla moda e continuamente lavarsi e profumarsi... finendo così col dar l'impressione d'esser lui effeminato.

### Testo biblico
Essere Malakos-molle è elencato assieme agli altri vizi da San Paolo nella prima lettera ai Corinzi (6-9): nel tempo le varie traduzioni che ne sono state fatte hanno usato termini diversi per esprimere il concetto, da efebo a sodomita a prostituto, dando sempre al concetto finale un significato di "perversione omosessuale".

### Medioevo e modernità
Nella visione feudale del mondo, il concetto di effeminatezza riemerge rinnovato direttamente da quello greco, considerato segno di viltà e contraddizione rispetto alla mascolinità naturale dell'uomo: assimilato all'incapacità nel far rispettare la propria autorità (carattere debole). Nel XVII secolo indica un uomo che è psicologicamente sottomesso ad una donna e che ha quindi rovesciato il ruolo del maschio e della femmina anche dentro il letto matrimoniale.
Nel XVIII secolo l'effeminatezza era considerata immorale tanto quanto la masturbazione e la sodomia; nel 1895 Oscar Wilde viene accusato tra l'altro di aver indotto il giovane amante all'effeminatezza, e di esserlo lui stesso.

### Contemporaneità
I femboy (noti anche come femboys) sono persone che si identificano come una variazione di genderfluid, transgender o non binario.  Una persona femboy può essere qualcuno che indossa abiti femminili, ma che si sente anche a proprio agio in abiti più maschili. Una persona femboy può anche cambiare spesso tra abiti maschili e femminili. 
La parola "femboy" è un termine usato per descrivere una persona che si identifica come maschio e che, per certi aspetti, tra cui il modo in cui si veste, si comporta o esprime sé stessa, ricalca gli stereotipi del sesso opposto, manifestando quindi femminilità.La comunità femboy è una comunità in continua crescita, che si sta facendo strada anche in altri aspetti della vita come l'arte, la musica e la moda.
Femboy può essere usato come un termine generico per descrivere persone di genere maschile (o che si identificano nel genere maschile) che vivono fuori dai tradizionali ruoli di genere, ma non è un'etichetta obbligatoria. Una persona può usare o non usare il termine femboy, secondo le proprie esigenze. 
Come in altre comunità transgender e genderfluid, ci sono una serie di linee guida da seguire per aiutare le persone a creare un ambiente sicuro e inclusivo. Una di queste è il rispetto per le identità di tutti. Un'altra linea guida è l'astenersi dal giudicare o discriminare le persone per la loro identità o espressione di genere. 
I femboy sono sempre più supportati e accettati dalla comunità LGBTQ+. La comunità femboy sta diventando sempre più forte, e le persone stanno iniziando a parlare di più delle loro esperienze e della loro identità. La comunità femboy è una comunità che sta diventando sempre più visibile e accettata.